# Найман (Ульяновська область)
Найман (рос. Найман) — село в Павловському районі Ульяновської області Російської Федерації.
Населення становить 240 осіб. Входить до складу муніципального утворення Холстовське сільське поселення.

## Історія
Від 2004 року входить до складу муніципального утворення Холстовське сільське поселення.

## Населення
| 2010 |
| ---- |
| 240  |